# La Fórmula
La Fórmula es un álbum de estudio de varios artistas publicado a través del sello discográfico Pina Records el 21 de agosto de 2012. El álbum contiene canciones de Zion & Lennox, Plan B, R.K.M. & Ken-Y, Arcángel, Lobo y Jalil López, así como apariciones especiales de Daddy Yankee, Don Omar, De la Ghetto, Yomo, Randy y Jory Boy.
La Fórmula es uno de los proyectos musicales más ambiciosos del género creado por Rafael «Raphy» Pina Nieves, presidente y creador de Pina Records. Cuenta con el sencillo airplay «Diosa de los corazones».
La Fórmula debutó en el primer lugar del Billboard Top Latin Albums.

## Lista de canciones

### Edición estándar
| N.º   | Título                                                                                 | Productor(es)                          | Duración |  |
| 1.    | «Mi fórmula» (Rafael Pina)                                                             | Tainy                                  | 1:21     |  |
| 2.    | «La Fórmula sigue» (Arcángel, Zion & Lennox, Plan B y R.K.M. & Ken-Y)                  | Luny Tunes · Haze                      | 4:56     |  |
| 3.    | «Gastos largos» (Arcángel)                                                             | Haze · Tainy                           | 3:32     |  |
| 4.    | «Se cree mala» (Plan B)                                                                | Haze                                   | 4:29     |  |
| 5.    | «More» (Zion & Ken-Y con Jory Boy)                                                     | DJ Urba & Rome                         | 4:01     |  |
| 6.    | «Diosa de los corazones» (Zion & Lennox, Lobo, R.K.M. & Ken-Y y Arcángel)              | Eliel                                  | 4:04     |  |
| 7.    | «Juego mental» (Lobo)                                                                  | Haze                                   | 2:57     |  |
| 8.    | «Cuando te enamores» (R.K.M. & Ken-Y)                                                  | DJ Urba & Rome                         | 4:01     |  |
| 9.    | «Chupop» (Zion & Lennox)                                                               | Jumbo                                  | 3:46     |  |
| 10.   | «Me prefieres a mí (remix)» (Arcángel con Don Omar)                                    | Mambo Kingz                            | 4:22     |  |
| 11.   | «Llevo tras de ti (remix)» (Plan B y Arcángel con Daddy Yankee)                        | Haze · Luny Tunes · Musicólogo & Menes | 3:53     |  |
| 12.   | «Pasarla bien» (R.K.M., Jalil Lopez y Lobo)                                            | Haze                                   | 3:18     |  |
| 13.   | «Fórmula perfecta» (Ken-Y y Arcángel con De la Ghetto)                                 | Haze                                   | 3:32     |  |
| 14.   | «Flow violento» (Arcángel)                                                             | Haze                                   | 3:02     |  |
| 15.   | «Cantazo» (Zion & Lennox con Yomo)                                                     | Haze                                   | 3:49     |  |
| 16.   | «Imagínate» (Lobo)                                                                     | Haze                                   | 2:54     |  |
| 17.   | «Ella me dice» (Arcángel & Zion)                                                       | Haze                                   | 3:47     |  |
| 18.   | «Te dijeron» (Plan B)                                                                  | Luny Tunes · Predikador                | 3:04     |  |
| 19.   | «Yo controlo» (Arcángel con Randy)                                                     | Haze · Live Music                      | 4:25     |  |
| 20.   | «3 pa 3» (R.K.M., Maldy y Lennox)                                                      | Haze                                   | 4:03     |  |
| 21.   | «Diosa de los corazones (Club Version)» (Ken-Y, Zion, Lobo, Lennox, R.K.M. y Arcángel) | Eliel                                  | 4:06     |  |
| 77:16 |                                                                                        |                                        |          |  |

### Edicióndeluxe
Cuenta con 9 canciones y un DVD.

| N.º   | Título                                                                                   | Productor(es)           | Duración |  |
| 1.    | «La Fórmula sigue» (Arcángel, Zion & Lennox, Plan B y R.K.M. & Ken-Y)                    | Luny Tunes · Haze       | 4:55     |  |
| 2.    | «More (remix)» (Zion, Ken-Y, Jory, Arcángel y Chencho)                                   | DJ Urba & Rome          | 4:00     |  |
| 3.    | «Flow violento» (Arcángel)                                                               | Haze                    | 3:03     |  |
| 4.    | «Cuando te enamores (remix)» (R.K.M. & Ken-Y con J Álvarez)                              | DJ Urba & Rome          | 4:11     |  |
| 5.    | «Única y especial» (Zion & Lennox)                                                       | Haze                    | 3:21     |  |
| 6.    | «Te dijeron» (Plan B)                                                                    | Luny Tunes · Predikador | 3:04     |  |
| 7.    | «Diosa de los corazones (Club Version)» (Arcángel, R.K.M. & Ken-Y, Lobo y Zion & Lennox) | Eliel                   | 4:04     |  |
| 8.    | «Me prefieres a mi» (Arcángel)                                                           | Mambo Kingz             | 3:11     |  |
| 9.    | «Ella me dice» (Arcángel y Zion)                                                         | Haze                    | 3:46     |  |
| 33:37 |                                                                                          |                         |          |  |

### Remezclas
| N.º | Título                                                                                             | Productor(es)           | Duración |  |
| 1.  | «Chupop (remix)» (Zion & Lennox con Luigi 21 Plus, Franco El Gorila, J Álvarez, Ñengo Flow & Ñejo) | Jumbo                   | 6:52     |  |
| 2.  | «Te dijeron (remix)» (Plan B con Don Omar, Natti Natasha & Syko)                                   | Luny Tunes · Predikador | 3:51     |  |
| 3.  | «Flow violento (remix)» (Arcángel con De la Ghetto)                                                | Haze                    | 3:02     |  |

## Créditos y personal
Artistas y producción
| - Rafael Pina Nieves – Productor ejecutivo, compositor, mezcla, notas de álbum. - Yoel Damas — Compositor. - Gabriel Antonio «Wise» Cruz Padilla — Compositor. - Michael “Mike” Fuller — Masterización. - DJ Luian — Mezcla. - David Durán “The Coach” — Mezcla. - Christopher «Bryan» Montalvo (La Mente del Equipo) — Mezcla. - Eduardo “Edup” Del Pilar — Mezcla. - Rafferty Santiago “Ekualizer” — Mezcla. - Austin «Arcángel» Santos — Artista principal, compositor. - Orlando «Chencho» Valle Vega — Artista principal. - Jalil Lopez — Artista principal. - Kenny «Ken-Y» Vazquez — Artista principal. - Gabriel «Lennox» Pizarro — Artista principal, compositor. - Eric Joel «Lobo» Rodríguez — Artista principal, compositor. - Édwin «Maldy» Vázquez Vega — Artista principal. - José «R.K.M.» Nieves — Artista principal. - Félix «Zion» Ortíz — Artista principal, compositor. | - Ramón Ayala Rodríguez — Artista invitado. - Rafael «De la Ghetto» Castillo — Artista invitado. - Fernando «Jory Boy» Sierra Benítez — Artista invitado. - William Omar Landrón — Artista invitado. - Randy Ortíz Acevedo — Artista invitado. - José «Yomo» Torres Abreu — Artista invitado. - LIVE MUSIC — Productor. - Edgar Semper, Xavier Semper «Mambo Kingz» — Productor. - Marcos «Tainy» Masís — Productor, - Urbani «DJ Urba» Mota — Productor. - Luis «Rome» Romero — Productor. - Eliezer «Musicólogo» García, Eduardo «Menes» López — Productor. - Eliel Lind Osorio — Productor. - Víctor «Predikador» Delgado — Productor. - Egbert «Haze» Rosa — Productor. - Francisco «Luny» Saldaña — Productor. - Víctor «Jumbo» Viera Moore — Productor. - Javid Álvarez — Artista invitado. |

Pina Records
- Erick Daulet — Arte.
- Edwin David Cordero — Fotografía.
- Andres Coll — Manager general.
- Carolina Aristizabal — Asistente de producción.
- Pablo Batista — Coordinador de producción.
- Steven «Kruz» Rivera — Coordinador de producción.
- Ana J. Alvarado — Coordinadora de publicación.

## Posicionamiento en listas
| Lista (2012)                 | Posición |
| ---------------------------- | -------- |
| Billboard 200                | 115      |
| Top Latin Albums (Billboard) | 1        |
| Top Rap Albums (Billboard)   | 17       |

## Historial de lanzamiento
| País  | Fecha                | Formato                                 | Edición        | Discográfica                    | Ref.  |
| ----- | -------------------- | --------------------------------------- | -------------- | ------------------------------- | ----- |
| Mundo | 21 de agosto de 2012 | Descarga digital · Disco compacto       | Estándar       | Pina Records · Sony Music Latin | [ 1 ] |
| Mundo | 30 de abril de 2013  | Descarga digital · Disco compacto · DVD | Deluxe Edition | Pina Records · Sony Music       | [ 4 ] |